# Salmo 84
Este artículo trata sobre el Salmo 84 en la numeración hebrea (masorética). Para el Salmo 84 en la numeración griega Septuaginta o latina Vulgata, véase Salmo 85.

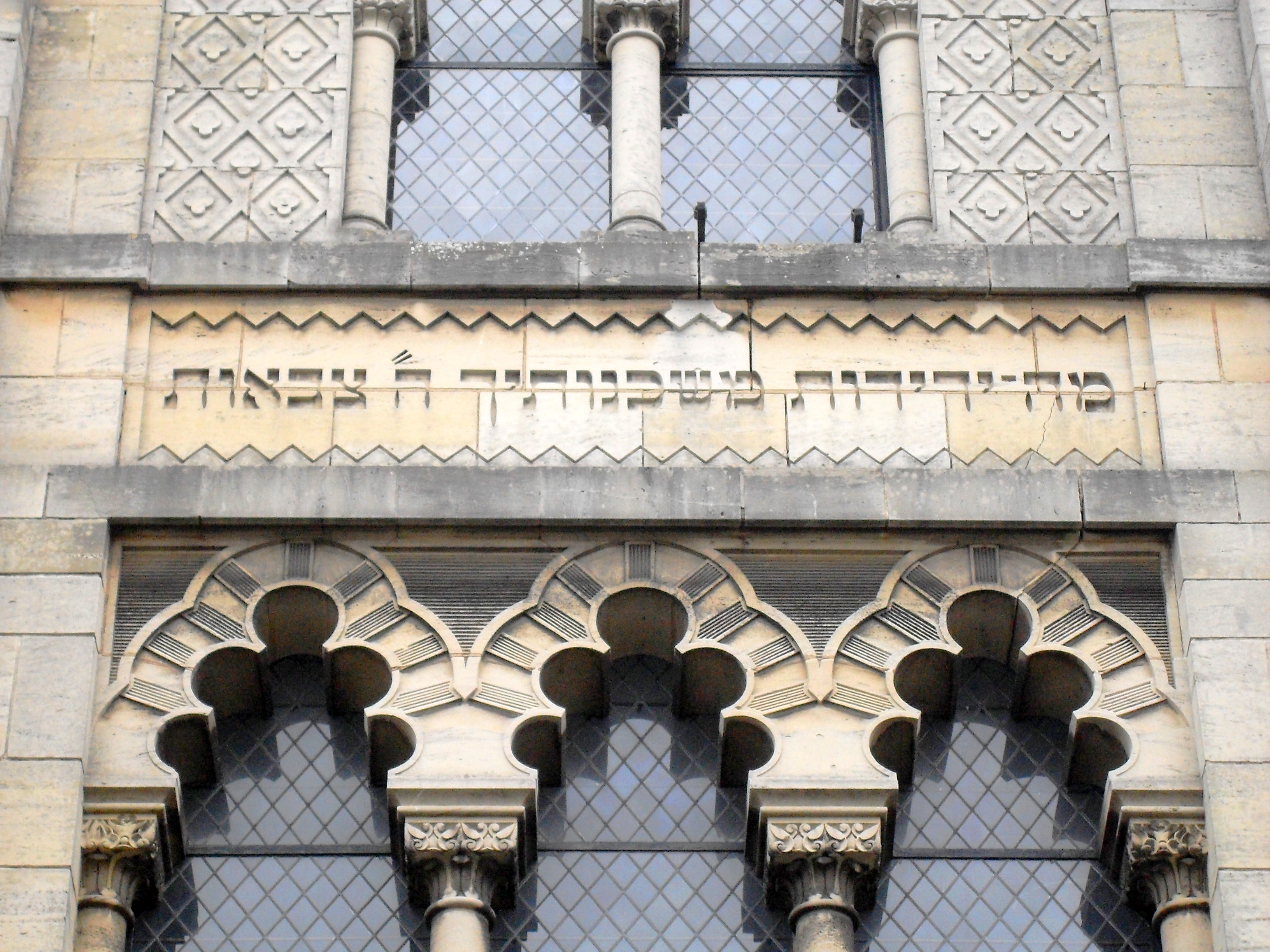
La referencia a los atrios del Señor puede verse en sinagogas e iglesias, aquí en la sinagoga de Châlons-en-Champagne

El Salmo 84 es el salmo 84 del Libro de los Salmos, que comienza en el inglés de la King James Version: «¡Cuán amables son tus moradas, Señor de los ejércitos!». El Libro de los Salmos forma parte de la sección Ketuvim de la Biblia hebrea.  y parte del  Antiguo Testamento cristiano. En el sistema de numeración ligeramente diferente de la versión griega Septuaginta de la biblia, y en sus traducciones latinas, la Vulgata, este salmo es Salmo 83. En latín, el salmo se conoce como «Quam dilecta tabernacula tua Domine virtutum». El salmo es un himno, más concretamente un salmo de peregrinación, atribuido a los hijos de Coré.
El salmo forma parte habitual de la judía, católica, luterana, anglicana y otras liturgias protestantes. A menudo se le ha puesto música, sobre todo en el motete de Schein Wie lieblich sind deine Wohnungen y por Johannes Brahms que lo incluyó en su Un réquiem alemán. El salmo fue parafraseado en himnos. Al tratar del lugar donde vive Dios, su comienzo se ha utilizado como inscripción en sinagogas e iglesias, y el salmo se canta en ceremonias de dedicación  de edificios y sus aniversarios.

## Contexto
El Salmo 84 inicia un grupo de salmos al final del Libro III dentro de los 150 salmos, desde este salmo hasta el Salmo 89. Estos salmos intentan proporcionar esperanza a la comunidad israelita exílica, pero a pesar de su celebración de las tradiciones históricas del pueblo judío, recuerdan al lector que estos elementos ya no proporcionan la esperanza que una vez proporcionaron. Dentro de este grupo, «el Salmo 84 vincula la presencia de lo divino con el templo».
Cuatro salmos de este grupo, 84, 85, 87 y 88, se atribuyen a los corasitas, a quienes se describe como los porteros del tabernáculo en el Libros de Crónicas.

## Antecedentes y temas
El salmo pudo haber sido escrito antes o después del exilio en Babilonia (siglo VI a. C.). Se atribuye a los hijos de Coré, y fue recopilado por David en el Libro de los Salmos.
El salmo comienza con una alabanza del lugar donde vive Dios, y donde el cantor anhela estar. El salmo comienza y termina dirigiéndose a Dios como el Señor de los Ejércitos, un epíteto divino. El anhelo va más allá del lugar donde vive Dios, anhelando la presencia del «Dios vivo». Dios también se identifica con el sol, como «dador de vida», y con un escudo protector. Dios es llamado «mi Rey y mi Dios», el poder detrás de la vida.
Originalmente, el lugar deseado de Dios significaba el Templo de Jerusalén. Algunos estudiosos creen que el salmo está escrito desde el punto de vista de los Nombres de Dios en el judaísmo|peregrinos que se dirigían hacia el templo, mientras que otros piensan que data de la época del exilio, anhelando la restauración del templo destruido. En el pensamiento cristiano, el lugar donde vive Dios suele identificarse con Vida eterna.
Agustín de Hipona escribió un comentario detallado. Explicó, por ejemplo, que «Porque un día en Tus atrios es mejor que mil» significaba que un día pacífico y eterno cerca de Dios es preferible a muchos días en la condición humana. James Luther Mays comenta en el libro Salmos que el Salmo 84 es especialmente querido de todos los salmos que contemplan la morada de Dios, y observa que contiene tres Bienaventuranzas. La hebrea (עֵמֶק הַבָּכָא) (Versículo 6) se ha traducido como valle de lágrimas o llanto y como valle de Baca.

## Texto
La siguiente tabla muestra el texto en hebreo del salmo con vocales, junto con el texto en griego koiné en la Septuaginta y la traducción al español de la Biblia del Rey Jacobo. Tenga en cuenta que el significado puede diferir ligeramente entre estas versiones, ya que la Septuaginta y el texto masorético provienen de tradiciones textuales diferentes. En la Septuaginta, este salmo está numerado como Salmo 83.
| #      | En hebreo                                                                        | En español | En griego |
| ------ | -------------------------------------------------------------------------------- | --- | --- |
| [ 17 ] | לַמְנַצֵּ֥חַ עַֽל־הַגִּתִּ֑ית לִבְנֵי־קֹ֥רַח מִזְמֽוֹר׃                                                   | (Al músico principal sobre Gittith, salmo de los hijos de Coré.) | Εἰς τὸ τέλος, ὑπὲρ τῶν ληνῶν· τοῖς υἱοῖς Κορὲ ψαλμός. - |
| 1      | מַה־יְּדִיד֥וֹת מִשְׁכְּנוֹתֶ֗יךָ יְהֹוָ֥ה צְבָאֽוֹת׃                                                   | ¡Cuán amables son tus moradas, oh Señor de los ejércitos! | ΩΣ ΑΓΑΠΗΤΑ τὰ σκηνώματά σου, Κύριε τῶν δυνάμεων. |
| 2      | נִכְסְפָ֬ה וְגַם־כָּֽלְתָ֨ה ׀ נַפְשִׁי֮ לְחַצְר֢וֹת יְ֫הֹוָ֥ה לִבִּ֥י וּבְשָׂרִ֑י יְ֝רַנְּנ֗וּ אֶ֣ל אֵֽל־חָֽי׃                      | Mi alma anhela, sí, incluso desfallece por los atrios del Señor; mi corazón y mi carne claman por el Dios vivo.                                                            | ἐπιποθεῖ καὶ ἐκλείπει ἡ ψυχή μου εἰς τὰς αὐλὰς τοῦ Κυρίου, ἡ καρδία μου καὶ ἡ σάρξ μου ἠγαλλιάσαντο ἐπὶ Θεὸν ζῶντα.                                              |
| 3      | גַּם־צִפּ֨וֹר מָ֪צְאָה בַ֡יִת וּדְר֤וֹר ׀ קֵ֥ן לָהּ֮ אֲשֶׁר־שָׁ֢תָה אֶפְרֹ֫חֶ֥יהָ אֶֽת־מִ֭זְבְּחוֹתֶיךָ יְהֹוָ֣ה צְבָא֑וֹת מַ֝לְכִּ֗י וֵאלֹהָֽי׃ | Sí, el gorrión ha encontrado una casa, y la golondrina un nido para sí, donde puede poner sus polluelos, incluso tus altares, oh Señor de los ejércitos, mi Rey y mi Dios. | καὶ γὰρ στρουθίον εὗρεν ἑαυτῷ οἰκίαν καὶ τρυγὼν νοσσιὰν ἑαυτῇ, οὗ θήσει τὰ νοσσία ἑαυτῆς, τὰ θυσιαστήριά σου, Κύριε τῶν δυνάμεων, ὁ Βασιλεύς μου καὶ ὁ Θεός μου. |
| 4      | אַ֭שְׁרֵי יוֹשְׁבֵ֣י בֵיתֶ֑ךָ ע֝֗וֹד יְֽהַלְל֥וּךָ סֶּֽלָה׃                                                  | Bienaventurados los que habitan en tu casa; ellos te alabarán sin cesar. Selah.                                                                                            | μακάριοι οἱ κατοικοῦντες ἐν τῷ οἴκῳ σου, εἰς τοὺς αἰῶνας τῶν αἰώνων αἰνέσουσί σε. (διάψαλμα).                                                                    |
| 5      | אַשְׁרֵ֣י אָ֭דָם עֽוֹז־ל֥וֹ בָ֑ךְ מְ֝סִלּ֗וֹת בִּלְבָבָֽם׃                                                  | Bienaventurado el hombre cuya fuerza está en ti, en cuyo corazón están tus caminos.                                                                                        | μακάριος ἀνήρ, ᾧ ἐστιν ἡ ἀντίληψις αὐτοῦ παρὰ σοί· ἀναβάσεις ἐν τῇ καρδίᾳ αὐτοῦ διέθετο                                                                          |
| 6      | עֹבְרֵ֤י ׀ בְּעֵ֣מֶק הַ֭בָּכָא מַעְיָ֣ן יְשִׁית֑וּהוּ גַּם־בְּ֝רָכ֗וֹת יַעְטֶ֥ה מוֹרֶֽה׃                                | Los que pasan por el valle de Baca lo convierten en un pozo; la lluvia también llena los estanques.                                                                        | εἰς τὴν κοιλάδα τοῦ κλαυθμῶνος, εἰς τὸν τόπον, ὃν ἔθετο· καὶ γὰρ εὐλογίας δώσει ὁ νομοθετῶν.                                                                     |
| 7      | יֵ֭לְכוּ מֵחַ֣יִל אֶל־חָ֑יִל יֵרָאֶ֖ה אֶל־אֱלֹהִ֣ים בְּצִיּֽוֹן׃                                            | Van de fuerza en fuerza, cada uno de ellos aparece ante Dios en Sion. | πορεύσονται ἐκ δυνάμεως εἰς δύναμιν, ὀφθήσεται ὁ Θεὸς τῶν θεῶν ἐν Σιών.                                                                                          |
| 8      | יְ֘הֹוָ֤ה אֱלֹהִ֣ים צְ֭בָאוֹת שִׁמְעָ֣ה תְפִלָּתִ֑י הַאֲזִ֨ינָה אֱלֹהֵ֖י יַעֲקֹ֣ב סֶֽלָה׃                                | Oh Señor, Dios de los ejércitos, escucha mi oración; presta atención, oh Dios de Jacob. Selah.                                                                             | Κύριε ὁ Θεὸς τῶν δυνάμεων, εἰσάκουσον τῆς προσευχῆς μου, ἐνώτισαι, ὁ Θεὸς ᾿Ιακώβ. (διάψαλμα).                                                                    |
| 9      | מָ֭גִנֵּנוּ רְאֵ֣ה אֱלֹהִ֑ים וְ֝הַבֵּ֗ט פְּנֵ֣י מְשִׁיחֶֽךָ׃                                                  | Mira, oh Dios, nuestro escudo, y mira el rostro de tu ungido. | ὑπερασπιστὰ ἡμῶν, ἴδε, ὁ Θεός, καὶ ἐπίβλεψον εἰς τὸ πρόσωπον τοῦ χριστοῦ σου.                                                                                    |
| 10     | כִּ֤י טֽוֹב־י֥וֹם בַּחֲצֵרֶ֗יךָ מֵ֫אָ֥לֶף בָּחַ֗רְתִּי הִ֭סְתּוֹפֵף בְּבֵ֣ית אֱלֹהַ֑י מִ֝דּ֗וּר בְּאׇהֳלֵי־רֶֽשַׁע׃                    | Porque un día en tus atrios es mejor que mil. Prefiero ser portero en la casa de mi Dios, que habitar en las tiendas de los impíos.                                        | ὅτι κρείσσων ἡμέρα μία ἐν ταῖς αὐλαῖς σου ὑπὲρ χιλιάδας· ἐξελεξάμην παραρριπτεῖσθαι ἐν τῷ οἴκῳ τοῦ Θεοῦ μου μᾶλλον ἢ οἰκεῖν με ἐν σκηνώμασιν ἁμαρτωλῶν.          |
| 11     | כִּ֤י שֶׁ֨מֶשׁ ׀ וּמָגֵן֮ יְהֹוָ֢ה אֱלֹ֫הִ֥ים חֵ֣ן וְ֭כָבוֹד יִתֵּ֣ן יְהֹוָ֑ה לֹ֥א יִמְנַע־ט֝֗וֹב לַֽהֹלְכִ֥ים בְּתָמִֽים׃             | Porque el Señor Dios es sol y escudo; el Señor da gracia y gloria; no niega ningún bien a los que caminan en la rectitud.                                                  | ὅτι ἔλεος καὶ ἀλήθειαν ἀγαπᾷ Κύριος ὁ Θεός, χάριν καὶ δόξαν δώσει· Κύριος οὐ στερήσει τὰ ἀγαθὰ τοῖς πορευομένοις ἐν ἀκακίᾳ.                                      |
| 12     | יְהֹוָ֥ה צְבָא֑וֹת אַֽשְׁרֵ֥י אָ֝דָ֗ם בֹּטֵ֥חַ בָּֽךְ׃                                                      | Oh Señor de los ejércitos, bendito el hombre que confía en ti. | Κύριε, ὁ Θεὸς τῶν δυνάμεων, μακάριος ἄνθρωπος ὁ ἐλπίζων ἐπὶ σέ.                                                                                                  |

## Comentarios

### De la Iglesia católica

#### A todo el salmo
El conjunto anterior de salmos atribuidos a los hijos de Coré (Sal 42–49) ya comenzaba con la nostalgia del Templo y el deseo de volver a él. De modo similar, en el Salmo 84 se expresa el mismo anhelo, pero con la diferencia de que aquí el salmista parece haber alcanzado su meta (cf. Sal 84,11). La continuidad con el salmo anterior se refleja en la confesión de Dios como único Altísimo (cf. Sal 83,19), que ahora se presenta como el “Dios de los dioses” que reside en Sión (cf. Sal 84,8).
El salmo se estructura en tres partes: primero, la expresión del deseo de habitar en el Templo y experimentar allí la dicha (vv. 2–5); luego, la proclamación de la bienaventuranza de quienes emprenden la peregrinación hacia Jerusalén (vv. 6–8); y finalmente, una súplica por el rey, unida al reconocimiento de los beneficios que el Señor concede en ese lugar santo (vv. 9–12). El salmo concluye reafirmando la dicha de quien confía en el Señor (v. 13). Este deseo de morar junto a Dios, tan presente en este salmo y en otros del grupo de las “subidas” (cf. Sal 120–134), se reinterpreta en clave cristiana como el anhelo de vivir en comunión con Cristo, considerado el nuevo Templo (cf. Jn 2,21). Por eso, la lectura y meditación de este salmo alimenta el deseo de unirse a Cristo, especialmente en la Eucaristía. Por esta razón, la tradición litúrgica ha incluido este salmo, junto con los salmos 85, 86, 116 y 130, entre los que se recomiendan para la oración del sacerdote antes de celebrar la Santa Misa.

#### A los versículos 1-8
El “Señor de los ejércitos” es el Dios poderoso del cielo (cf. Sal 80,8), pero también está presente en el Templo, donde acoge a sus fieles, escucha sus súplicas (cf. vv. 9–10) y es llamado “mi Rey y mi Dios” (v. 4). Es el “Dios vivo” que da fuerza real al ser humano, tanto interior como físicamente. El salmista desea estar en el Templo, y compara ese deseo con el instinto de las aves que buscan un lugar para anidar (v. 3). Si los pájaros pueden encontrar refugio allí, con más razón él, que reconoce a Dios como su Rey, quiere habitar en su casa (v. 4). La felicidad está en vivir cerca de Dios y alabarlo (v. 5).
La expresión del v. 6 puede entenderse de dos maneras: “quienes deciden peregrinar en su corazón” o “quienes ponen su corazón en los caminos”. En ambos casos se habla de personas que desean llegar hasta Dios. El “valle del llanto” representa las dificultades del camino, pero para ellos se convierte en lugar de bendición (v. 7), porque Dios les da fuerza mientras avanzan, hasta llegar a Jerusalén (v. 8). El término “fuerzas” también puede significar “refugios” o “baluartes”, por eso algunas traducciones dicen: camino de baluarte en baluarte hasta ver a Dios en Sión.

#### A los versículos 9-14
Posiblemente el salmo se sitúe ya dentro del Templo, en el contexto de una liturgia de entrada (cf. Sal 15; 24). En ese marco, se eleva una oración por el rey. Dios es invocado como “escudo nuestro” (v. 10), título que expresa su función de protector del pueblo, protección que se concreta en la figura del rey, su ungido. La contraposición entre “mil” y “uno” (v. 11) indica duración o permanencia: un solo día junto a Dios vale más que mil fuera de su presencia (cf. Sal 90,4; Ap 20,4–6). El salmista termina su plegaria invocando de nuevo al “Señor de los ejércitos”, retomando así el mismo nombre con el que había comenzado.
San Bruno interpreta esta morada como imagen del cielo, la verdadera casa de Dios, a la que tiende el deseo del creyente:

¡Qué deseables son tus moradas! Mi alma se consume y anhela llegar a los atrios del Señor, es decir, desea llegar a la Jerusalén del cielo, la gran ciudad del Dios vivo. (…) ¿Quién no anhelará penetrar en tu tabernáculo si son dichosos los que viven en tu casa? (…) Y cuando dice aquí dichosos ya se sobrentiende que tienen tanta dicha cuanta el hombre es capaz de concebir. Por ello, son dichosos los que habitan en sus atrios, porque alaban a Dios con un amor totalmente definitivo, que durará por los siglos de los siglos, es decir, eternamente; y no podrían alabar eternamente, si no fueran eternamente dichosos. Esta dicha nadie puede alcanzarla por sus propias fuerzas, aunque posea ya la esperanza, la fe y el amor; únicamente la logra el hombre dichoso que encuentra en ti su fuerza, y con ella dispone su corazón para que llegue a esta suprema felicidad. Que es lo mismo que decir: únicamente alcanza esta suprema dicha aquel que, después de ejercitarse en las diversas virtudes y buenas obras, recibe además el auxilio de la gracia divina; pues por sí mismo nadie puede llegar a esta suprema felicidad.

## Usos

### Judaísmo
Versículo 5 del salmo, «Afortunados los que permanecen en tu casa; te alabarán continuamente para siempre», es el primero de los dos versículos introductorios anexos a la oración comúnmente conocida como Ashrei (Salmo 145), que se recita dos veces durante Shajarit (servicio de oración de la mañana) y una vez durante Mincha (servicio de oración de la tarde). La primera palabra de este Versículo, Ashrei («Afortunado»), da nombre a toda la oración.
Versículo 13, «Oh Señor de los Ejércitos, afortunado el hombre que confía en Ti», es el segundo de una tríada de versículos recitados en la oración Vehu Rachum en Pesukei dezimra, en Uva letzion, y al comienzo de Maariv (servicio de oración vespertino). Según la tradición, el primer Versículo de este grupo (Salmos 46:8) fue recitado por Abraham, este Versículo fue recitado por Isaac, y el tercer Versículo, Salmos 20:10, fue recitado por Jacoblos tres Patriarcas judíos.

### Catolicismo
El salmo forma parte del rito de la Iglesia católica de dedicación de iglesias y altares.
Este salmo se reza en la hora de Laudes de la Liturgia de las horas los lunes de la tercera semana. Para facilitar la comprensión se le asigna a cada salmo un título en rojo (rúbrica) que no forma parte del salmo. El título del Salmo 84 es Añoranza del templo.

### Uso histórico
Tomás Moro escribió anotaciones en su Salterio para el Salmo 84 mientras esperaba su ejecución en la Torre de Londres, expresando su deseo de poder participar de nuevo en el culto cristiano.
Durante la incursión de Putten en octubre de 1944, los ocupantes nazis de los Países Bajos atacaron el pueblo de Putten y se llevaron a casi toda su población masculina a campos de concentración, de los que sólo unos pocos regresaron con vida. Cuando fueron deportados, los hombres del pueblo cantaron el Salmo 84. En una conmemoración anual en el lugar cada octubre desde la guerra, un coro canta versículos del salmo.
El 30 de abril de 1956, el senador Alben W. Barkley - que había sido Vicepresidente de los Estados Unidos entre 1949 y 1953 y que regresó al Senado tras fracasar en su intento de alcanzar la Presidencia- pronunció el discurso principal en la Convención Simulada de Washington y Lee. Barkley habló de su voluntad, al volver al Senado, de sentarse con los demás senadores novatos, aunque en su anterior carrera en el Congreso había sido senador principal y líder de la mayoría durante muchos años. Terminó con una alusión al Salmo 84:10, diciendo: «Me alegro de sentarme en la última fila, porque prefiero ser un siervo en la Casa del Señor que sentarme en los asientos de los poderosos». Luego se desplomó en el escenario y murió de un ataque al corazón.